# Plateelbakkerij Rozenburg

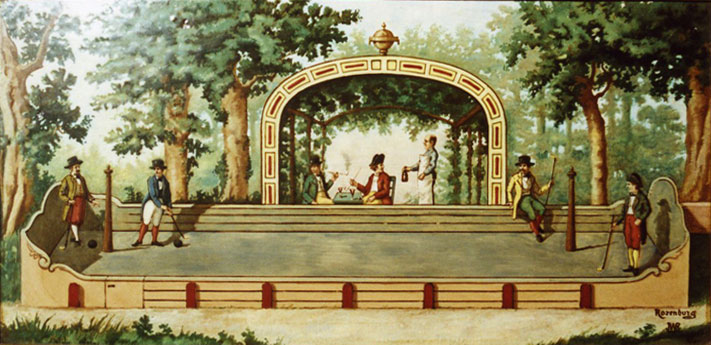
Tegeltableau uit 1911 met kolfbaan. Dit tegeltableau is in opdracht van het bestuur van de Kolfbond vervaardigd bij de Haagse Plateelfabriek 'Rozenburg' en aangeboden aan de heer A.P.L. Spuijbroek op de jaarvergadering in 1911 als blijk van waardering voor 25 jaar inzet, waarvan 15 jaar als bondssecretaris. De tegel is thans in het bezit van de kolfclub 'Utrecht St. Eloyen Gasthuis', waar deze nog steeds de kolfbaan siert.

De N.V. Haagsche Plateelbakkerij Rozenburg was een Nederlandse aardewerkfabriek die van 1883 tot 1916 in bedrijf was. Vooral het zogenoemde eierschaalporselein werd bekend.

## Geschiedenis

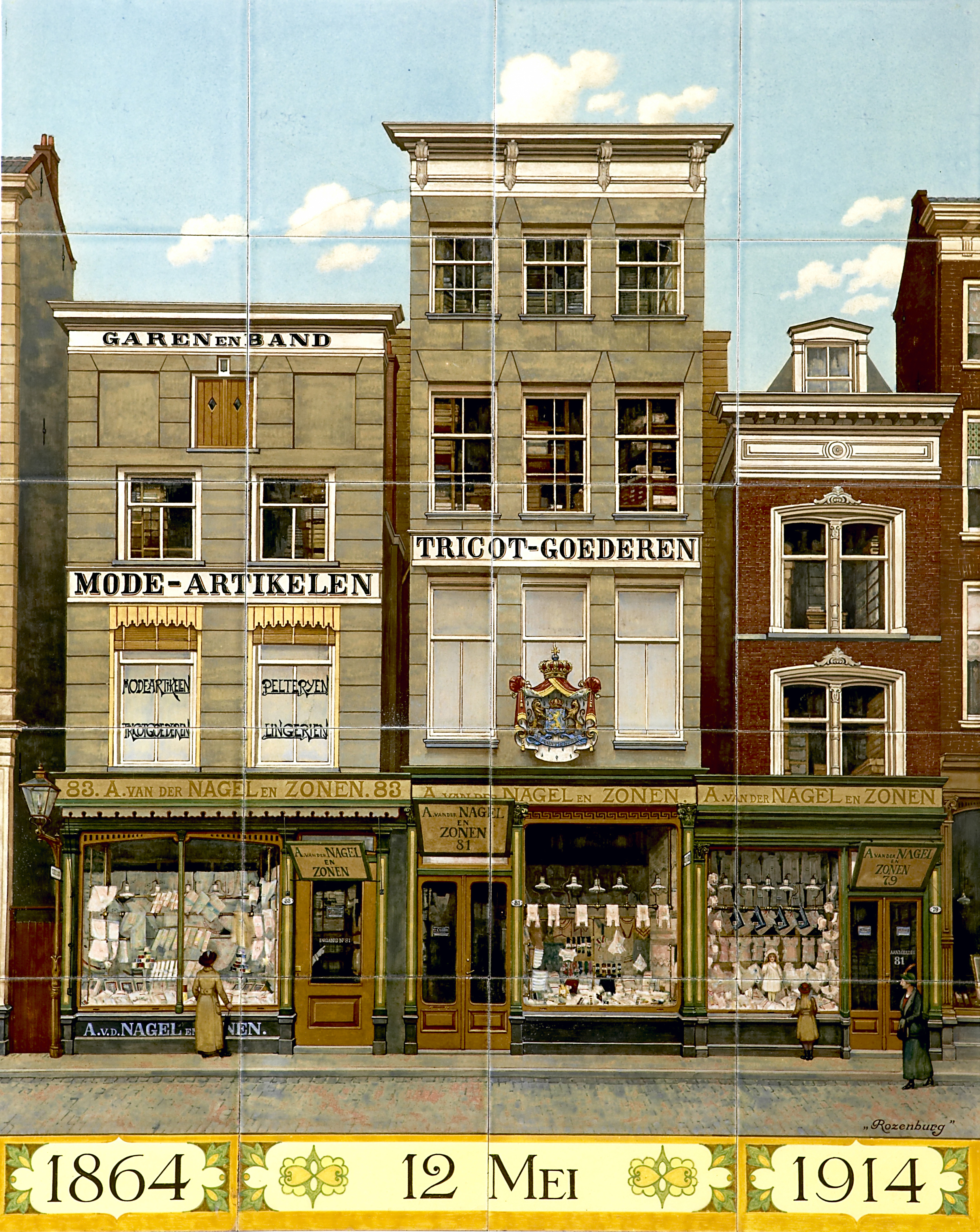
Tegeltableau uit 1914 van manufacturenwinkel Van der Nagel, gevestigd aan het Hang te Rotterdam

In 1883 richtte de Duitser Wilhelm baron Wolff von Gudenberg, die het ambacht had geleerd bij De Porceleyne Fles, in de Boekhorststraat de N.V. 's-Gravenhaagsche Kunstaardewerkfabriek op, met als doel om blauw en gekleurd Oud Delfts aardewerk na te volgen. In 1884 verbond Th.A.C. Colenbrander zich als artistiek leider aan de fabriek. De ontwerpen die hij maakte waren revolutionair. De producten uit die tijd gelden nog steeds als hoogtepunten in de Nederlandse aardewerkindustrie. 
In 1885 verhuisde het bedrijf, ten gevolge van klachten door overlast, naar de rand van Den Haag, de Zuid-Buitensingel, later Buitenom geheten. In 1887 kreeg het bedrijf de naam N.V. Haagsche Plateelbakkerij Rozenburg, naar de naam van de vervallen buitenplaats Rozenburg. Na het vertrek van Wolff von Gudenberg in 1889 werd kolonel b.d. Willem Joannes Julius Docters van Leeuwen aangesteld als waarnemend directeur. De fabriek wist pas onder directeur Alexander Vosmaer (1866-1944), die in 1892 aan het roer kwam te staan, in 1894 voor het eerst zonder verlies te draaien. Maar hij beloonde zichzelf te rijkelijk en werd ontslagen. Na de moeilijke eerste periode werd in 1895 J. Jurriaan Kok als directeur benoemd. Zowel de keramische kwaliteit als de decoraties werden beter. Deze decors waren levendiger, met vogels, vissen, soms in combinatie met bloemen, dit in tegenstelling tot de voorgaande donkere bloemendecors. 
Een nieuw hoogtepunt was de ontwikkeling van het eierschaalporselein. Dit is een zeer dun soort aardewerk. Met de productie werd in 1899 begonnen. Dit porselein werd voor het eerst tentoongesteld op de wereldtentoonstelling van 1900 in Parijs. De belangstelling was enorm, en verschillende musea gingen over tot aankoop. 
In het eerste decennium van 1900 begon de verkoop terug te lopen. Hierop werden twee nieuwe producten in het assortiment gebracht, het zogenaamde Juliana-aardewerk en het incruust-aardewerk.
In 1913 verliet Jurriaan Kok het bedrijf. Nadat in 1914 de Eerste Wereldoorlog was uitgebroken, kwam de productie tot stilstand in 1916 en volgde de opheffing in 1917. 
In de voormalige fabriek werd de Postcheque- en Girodienst gevestigd.
Rozenburg-aardewerk is een zeer geliefd verzamelobject. Daardoor worden er forse prijzen voor gevraagd.

## Kunstenaars bij Rozenburg

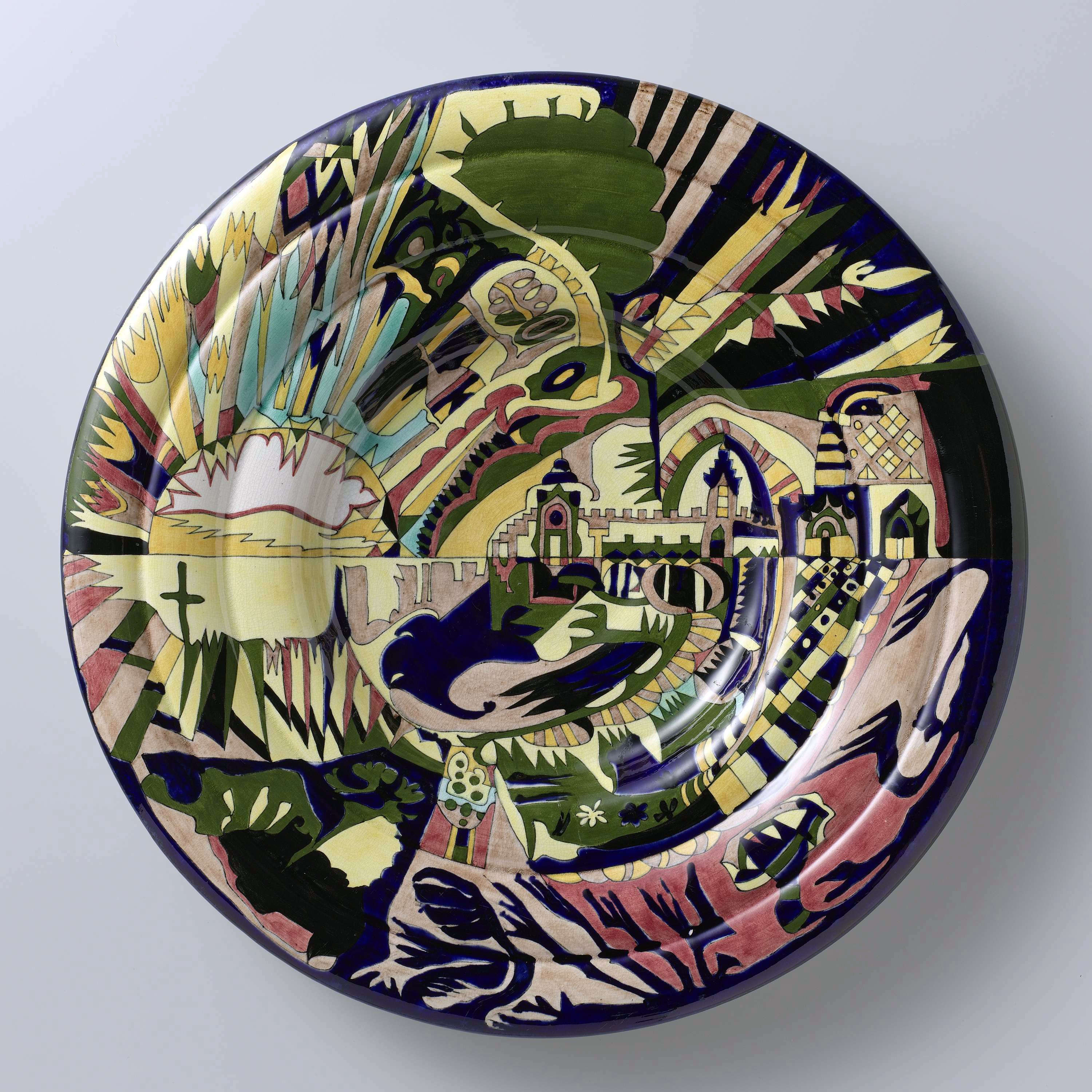
Ontwerp uit 1886 van Theodoor Colenbrander voor Haagsche Plateelfabriek Rozenburg

Onder anderen de kunstenaars Theodoor Colenbrander, Engelbart Bokhorst, Daniël Harkink, Leendert Anthonie Iseger, Wilhelmus Petrus en Johannes Hendricus Hartgring, Willem de Zwart, Dominicus P.J. de Ruiter, Sam Schellink, Jan Toorop, Hendrik Willem Mesdag en Van der Vet werkten als plateelschilder bij Rozenburg.

## Werken

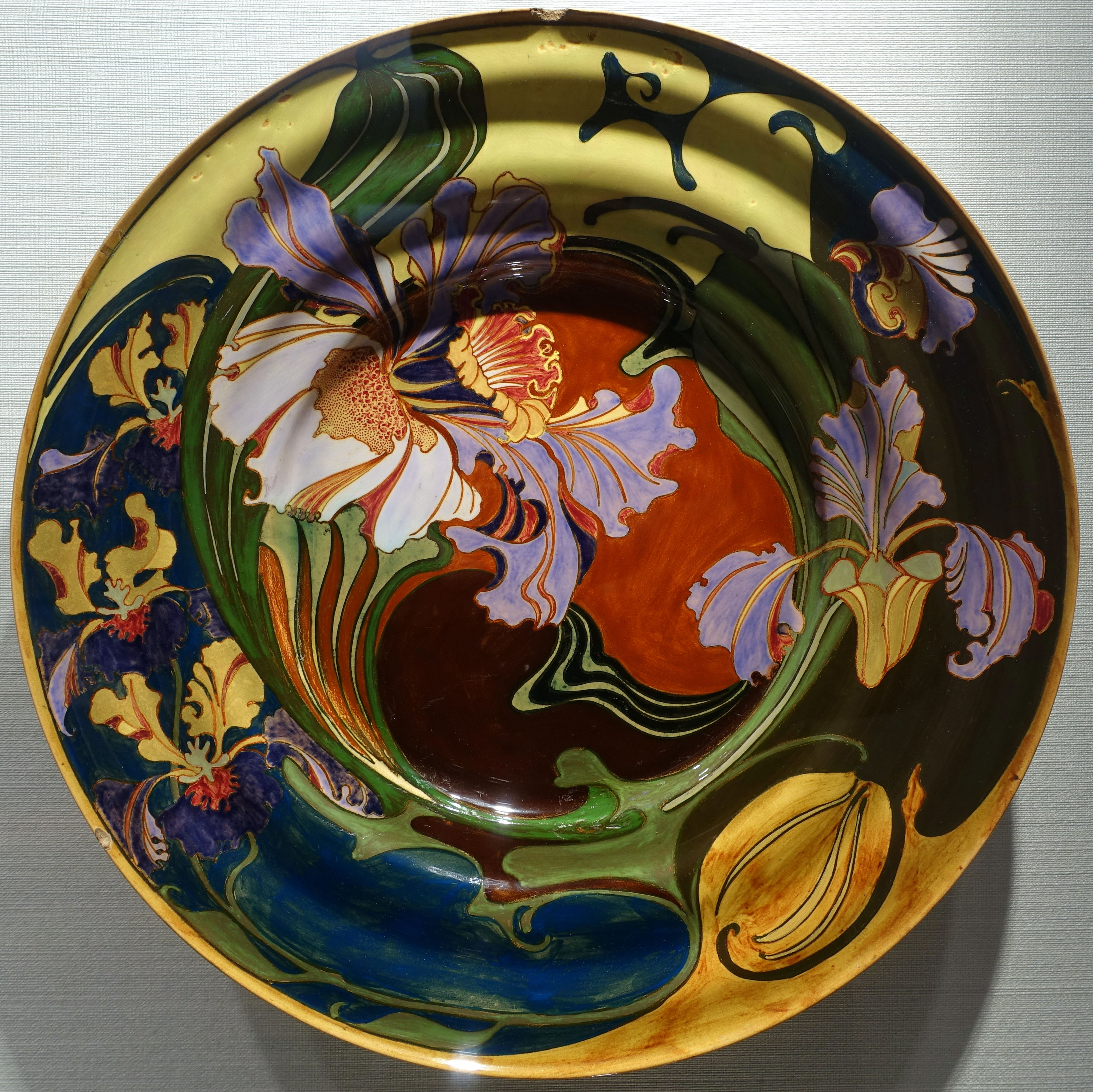
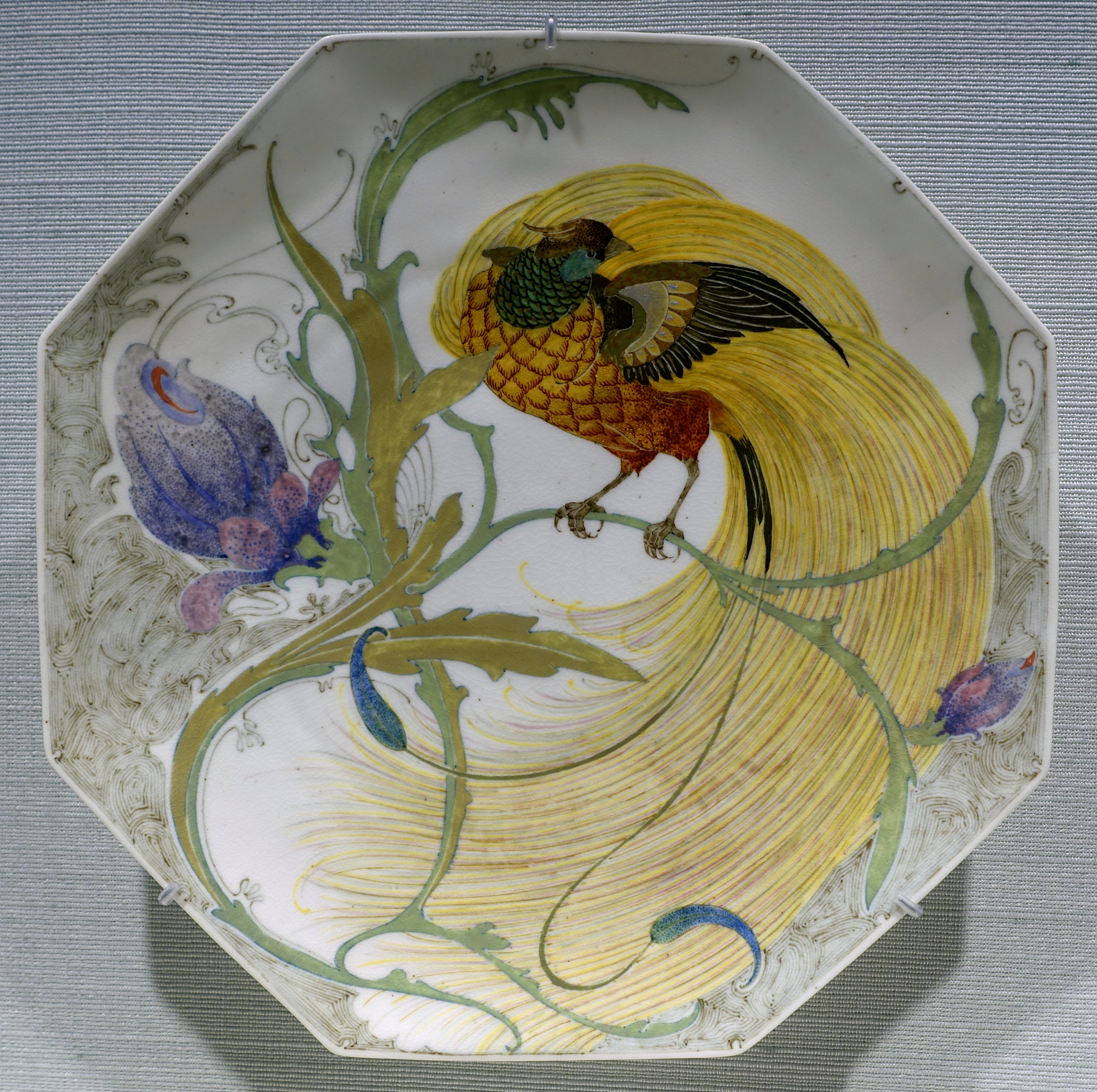
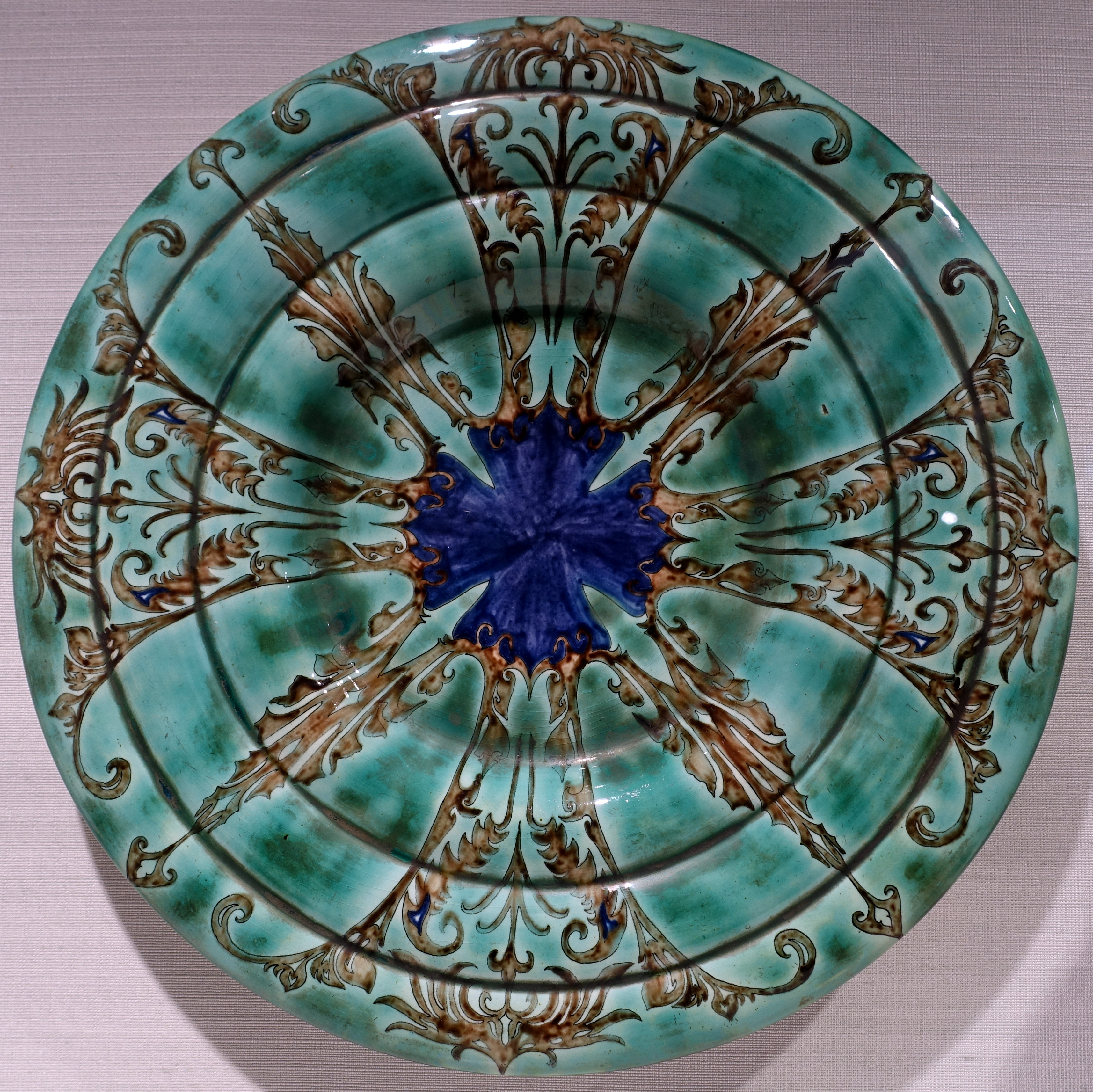
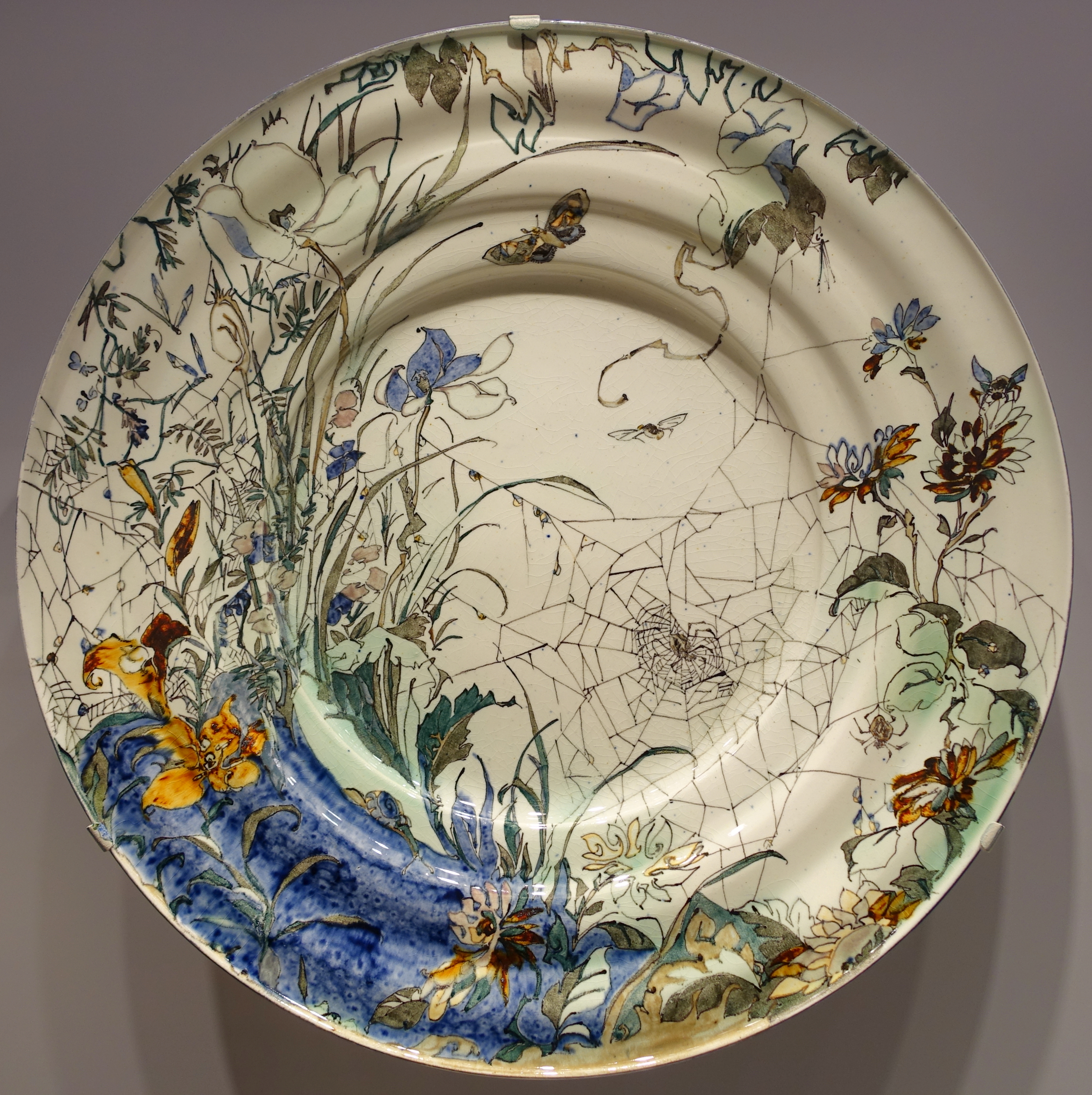
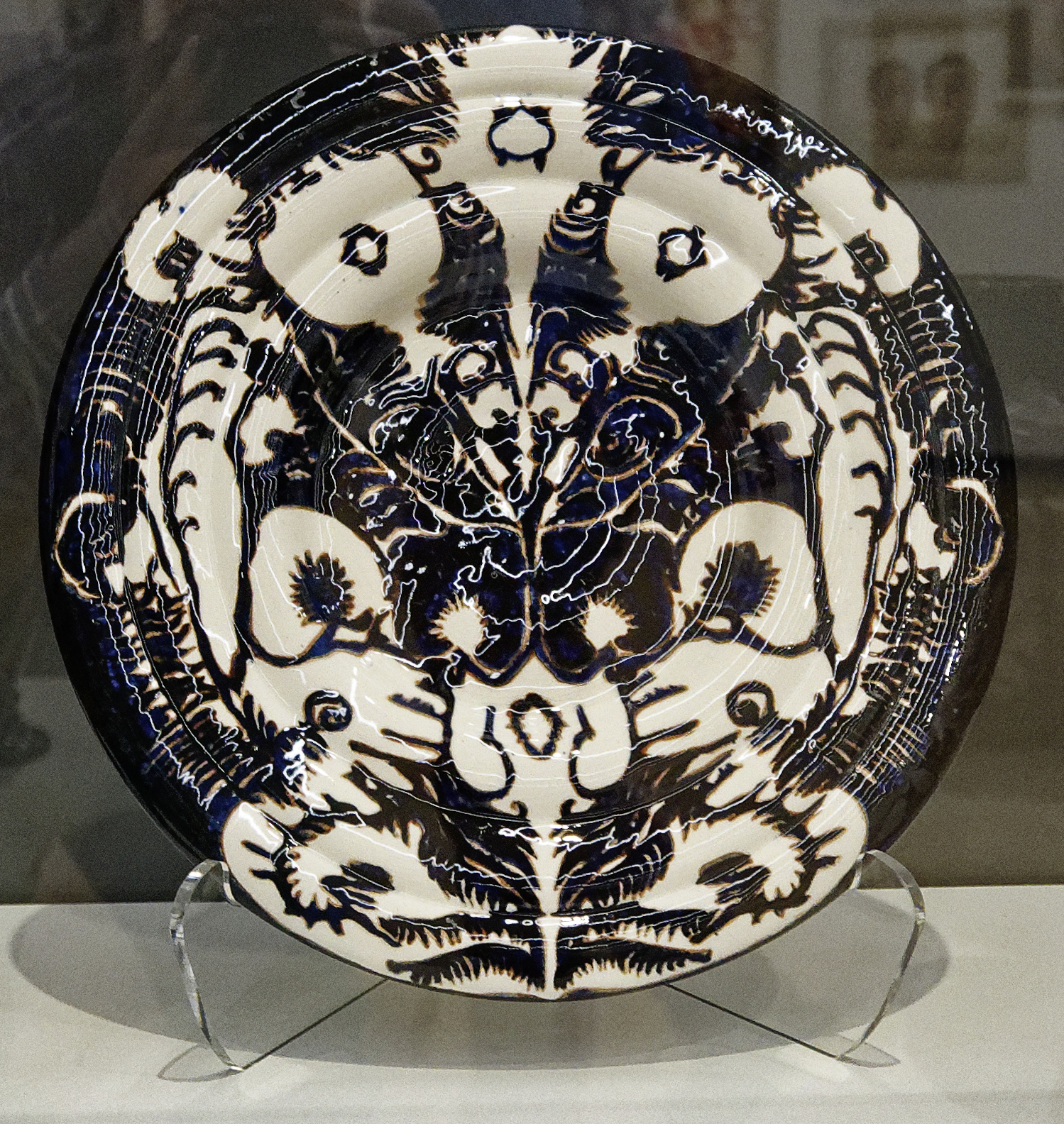

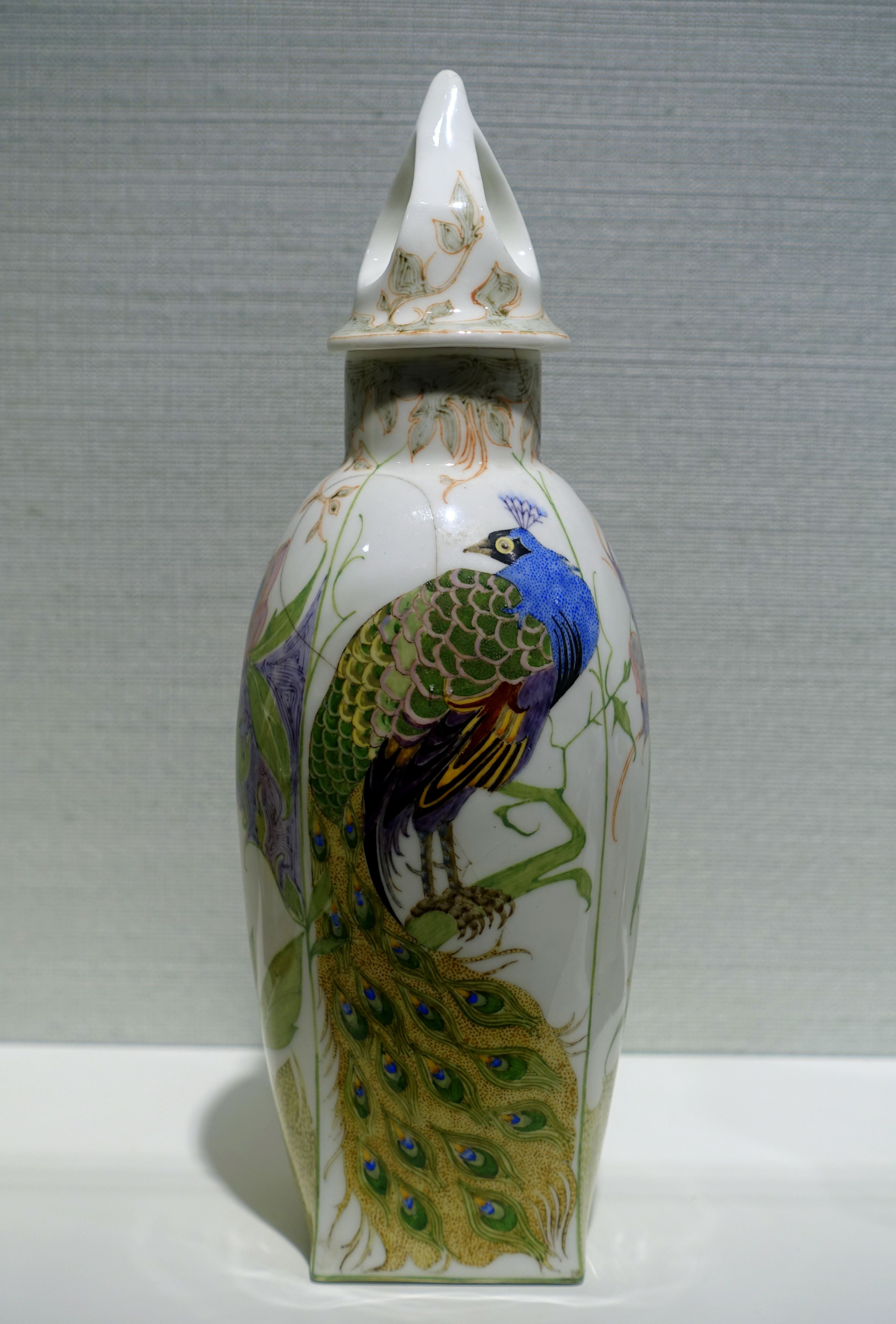
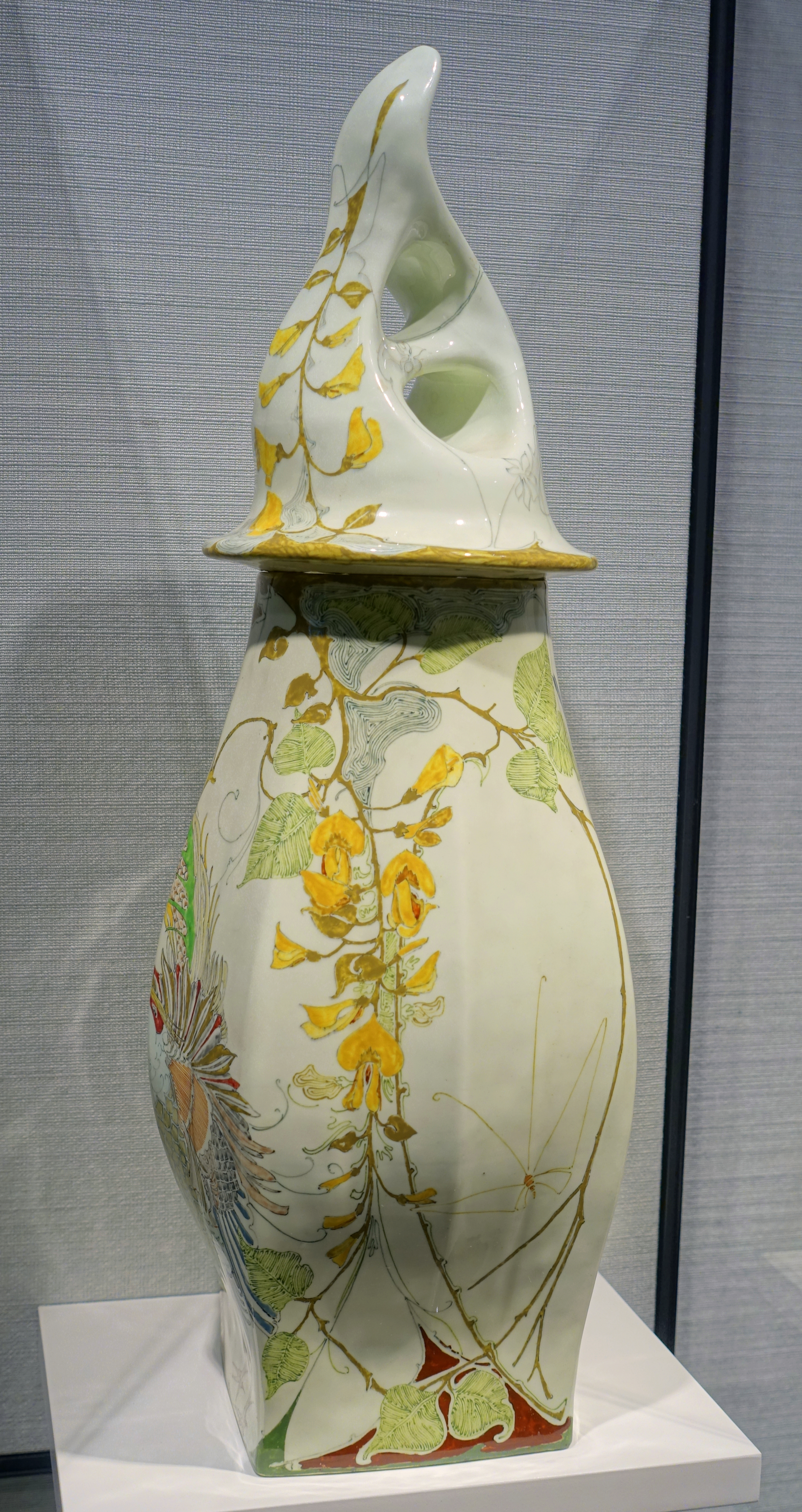
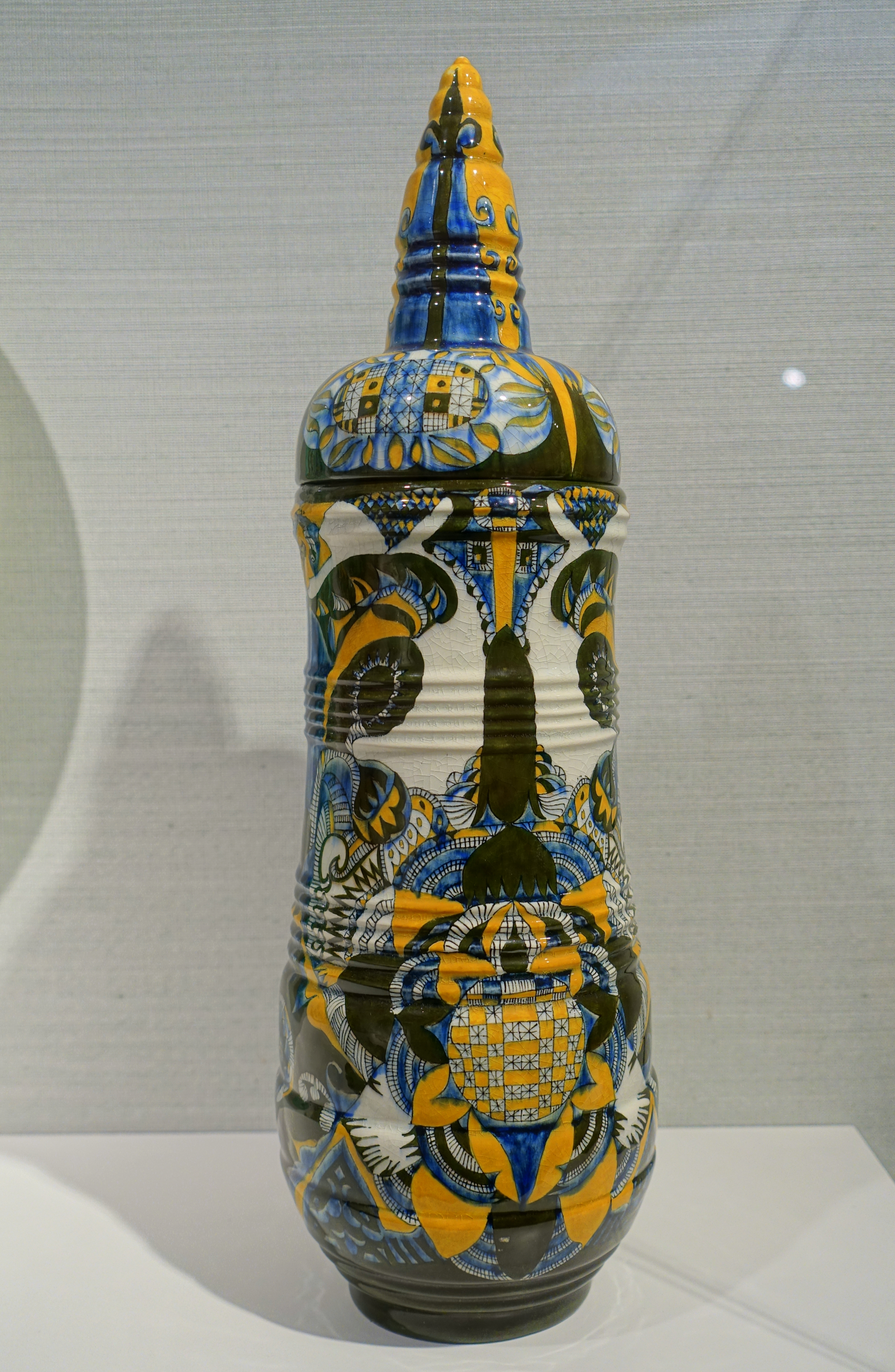
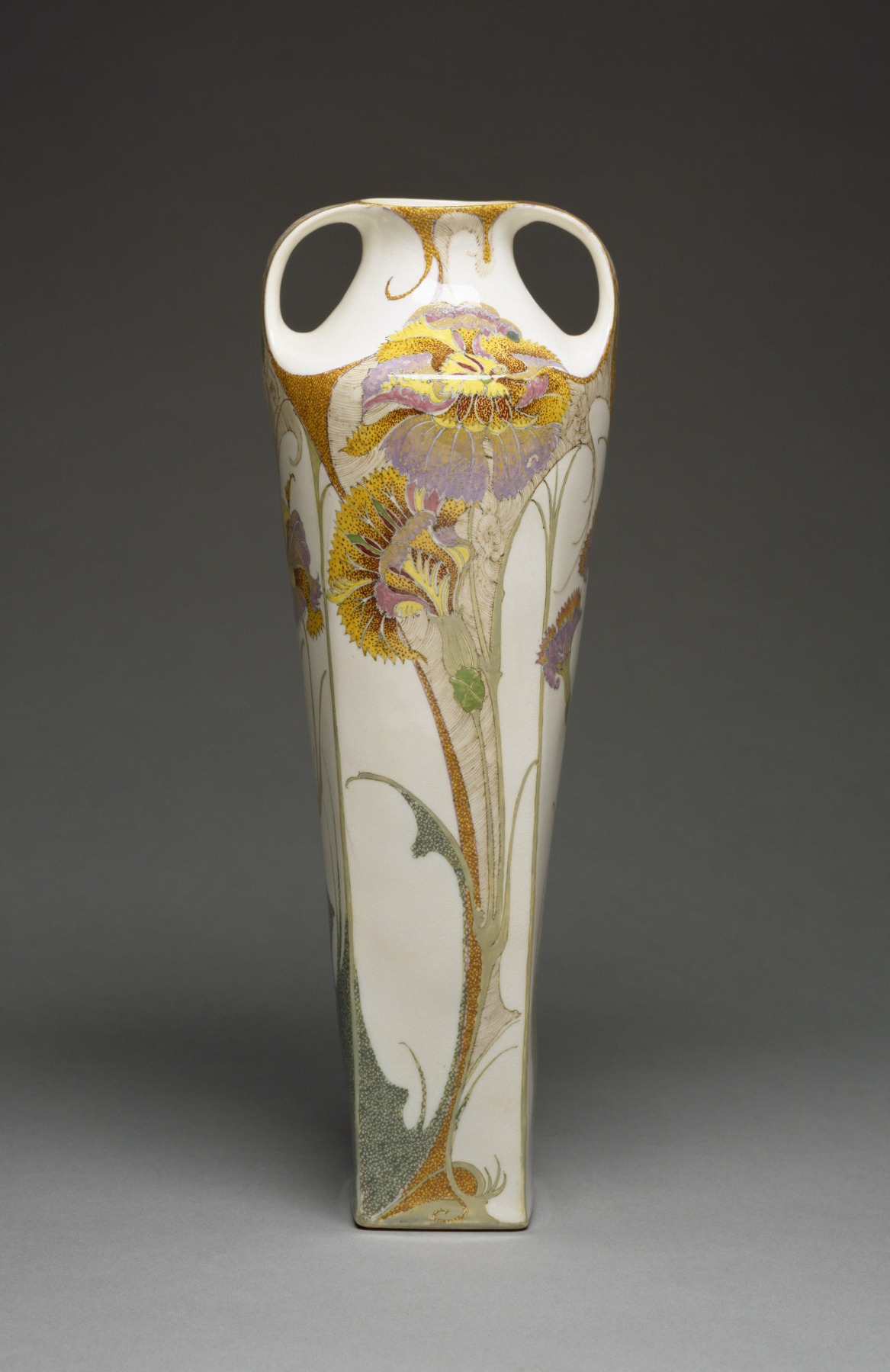
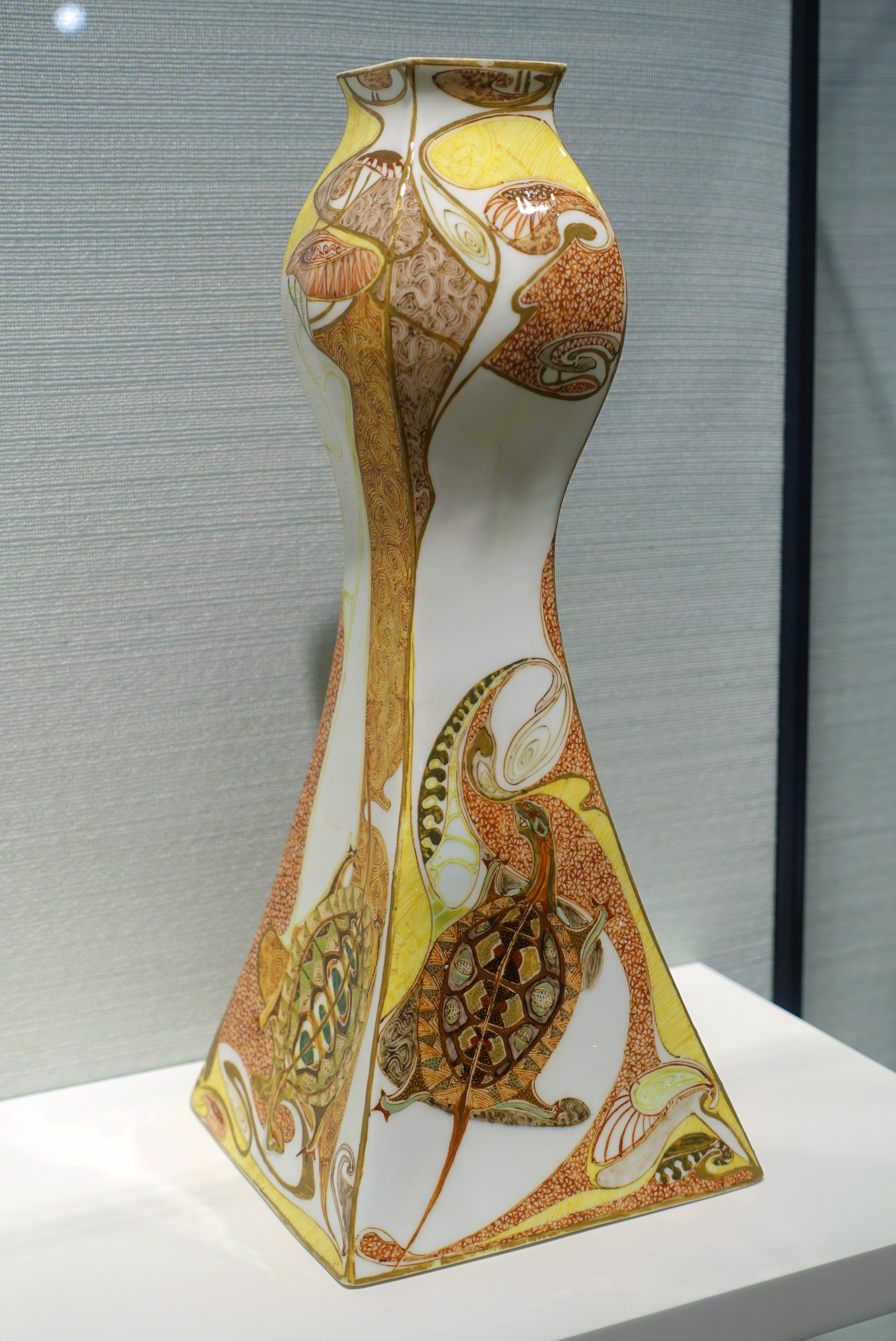

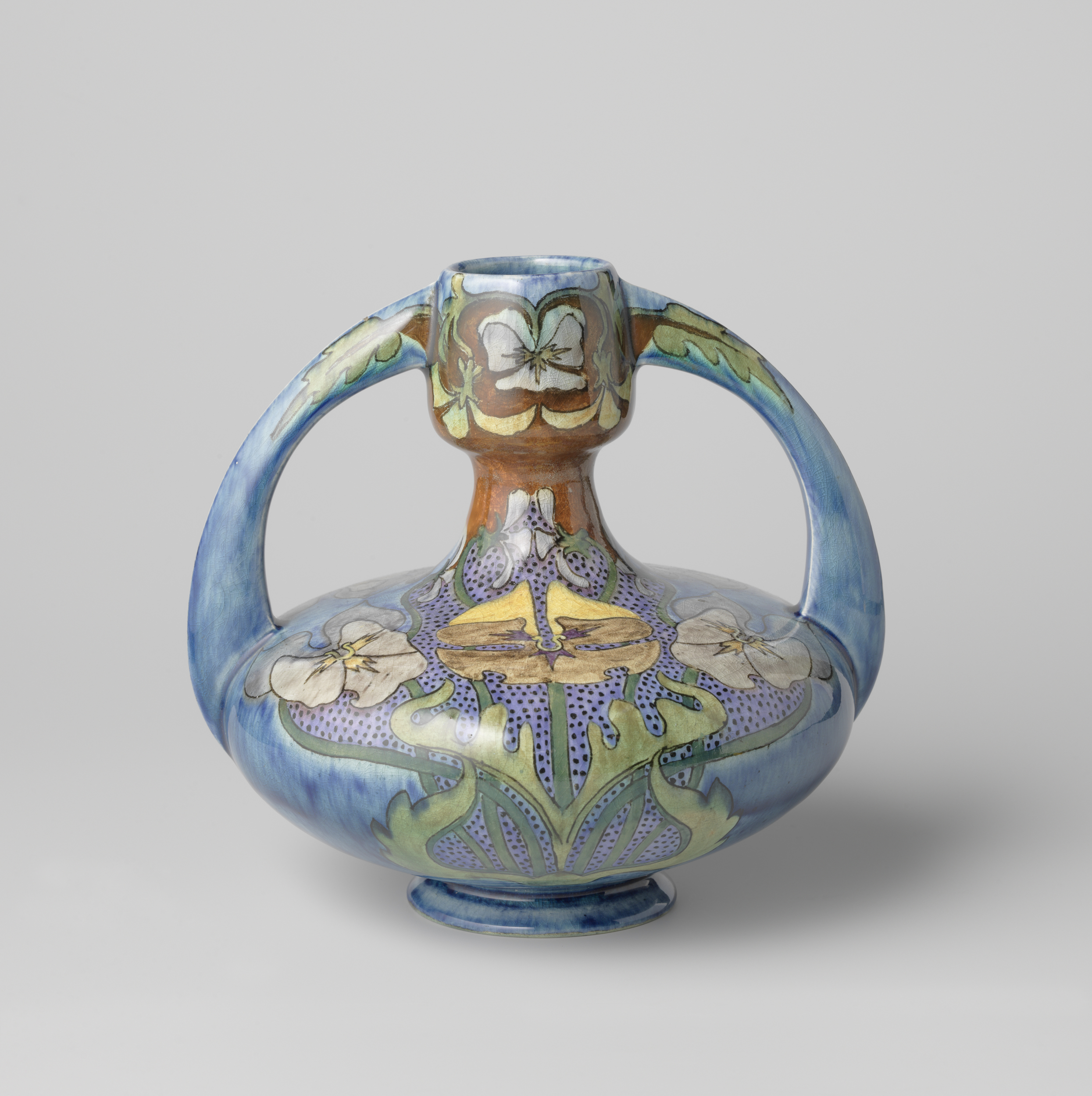
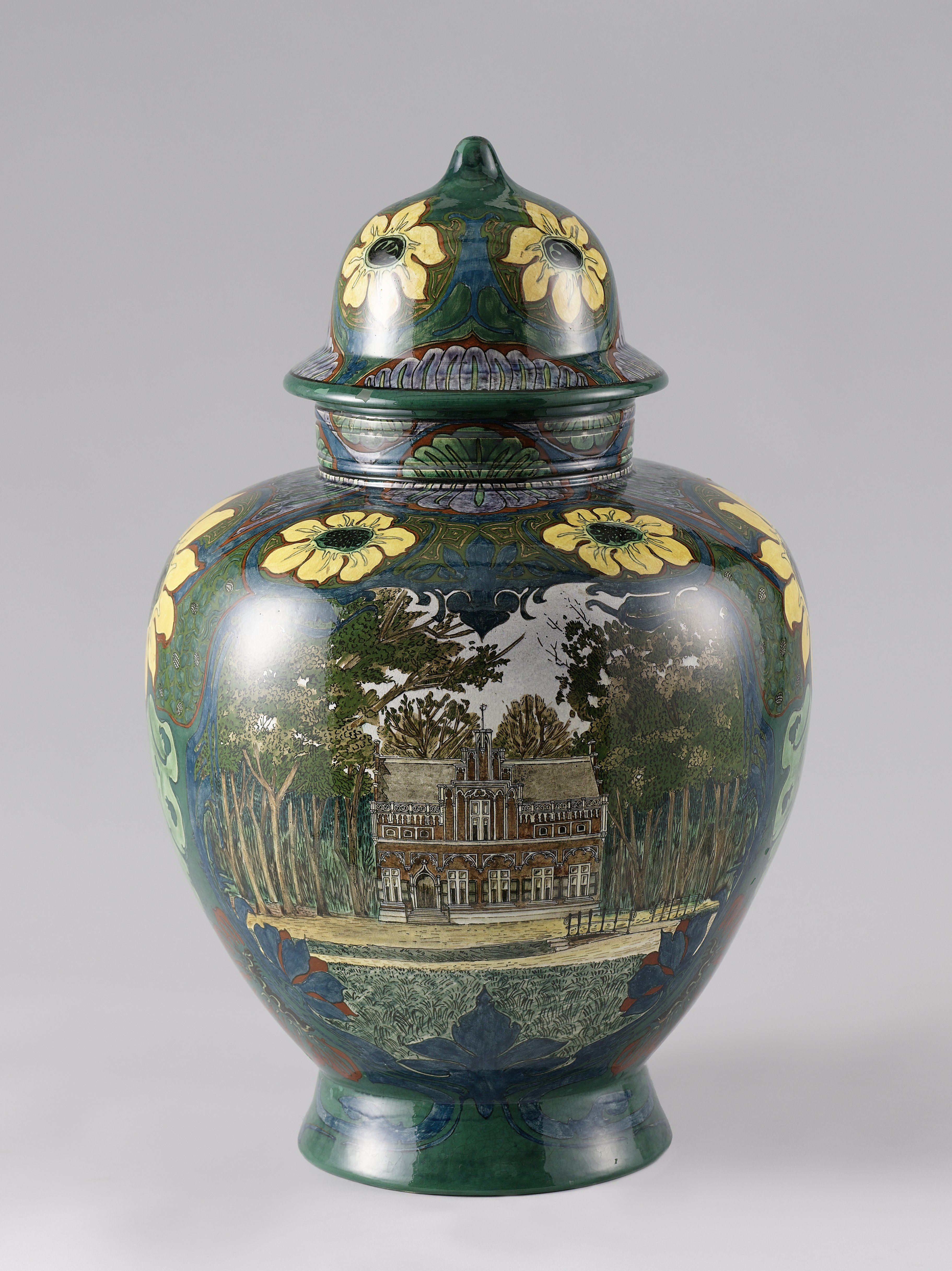
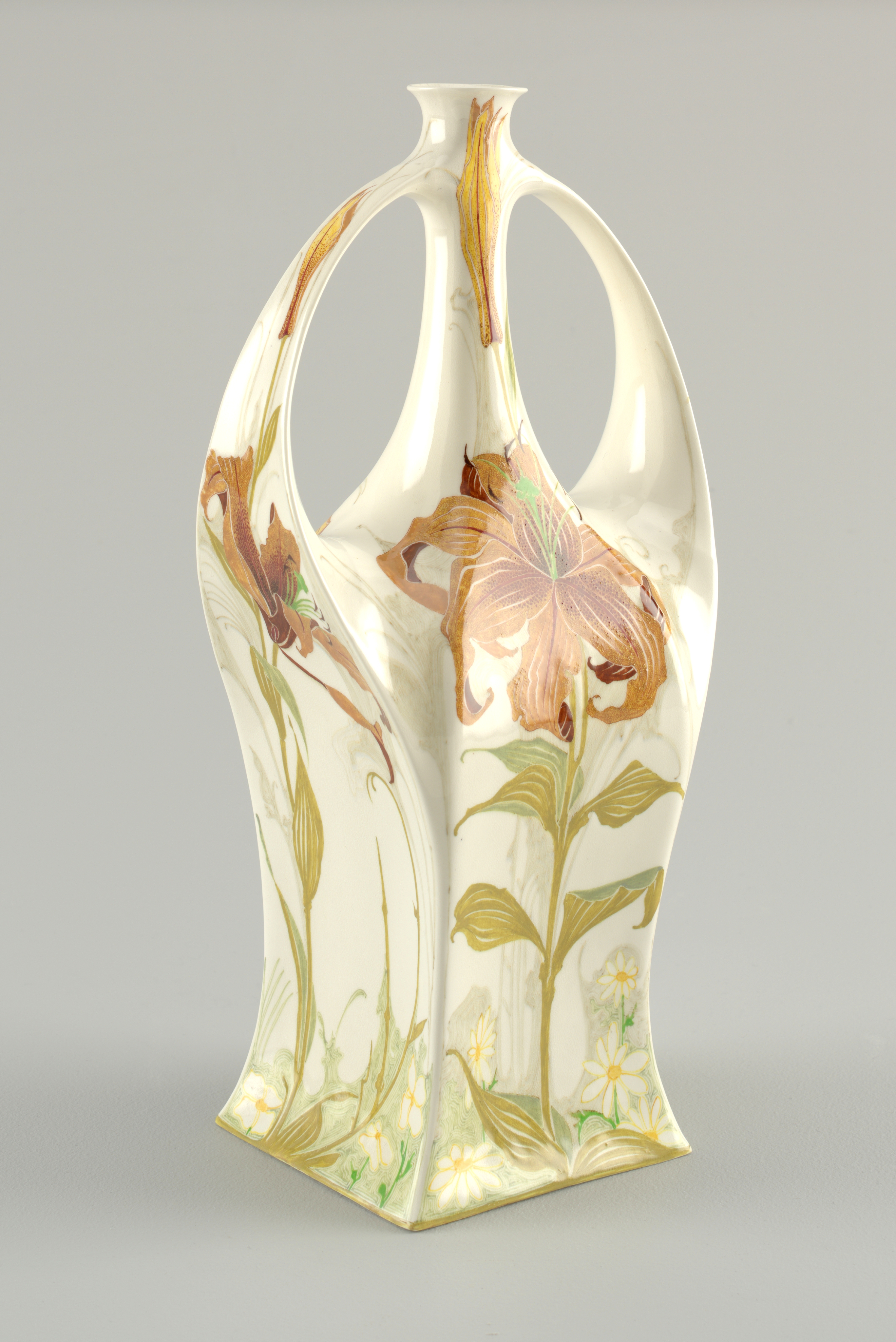
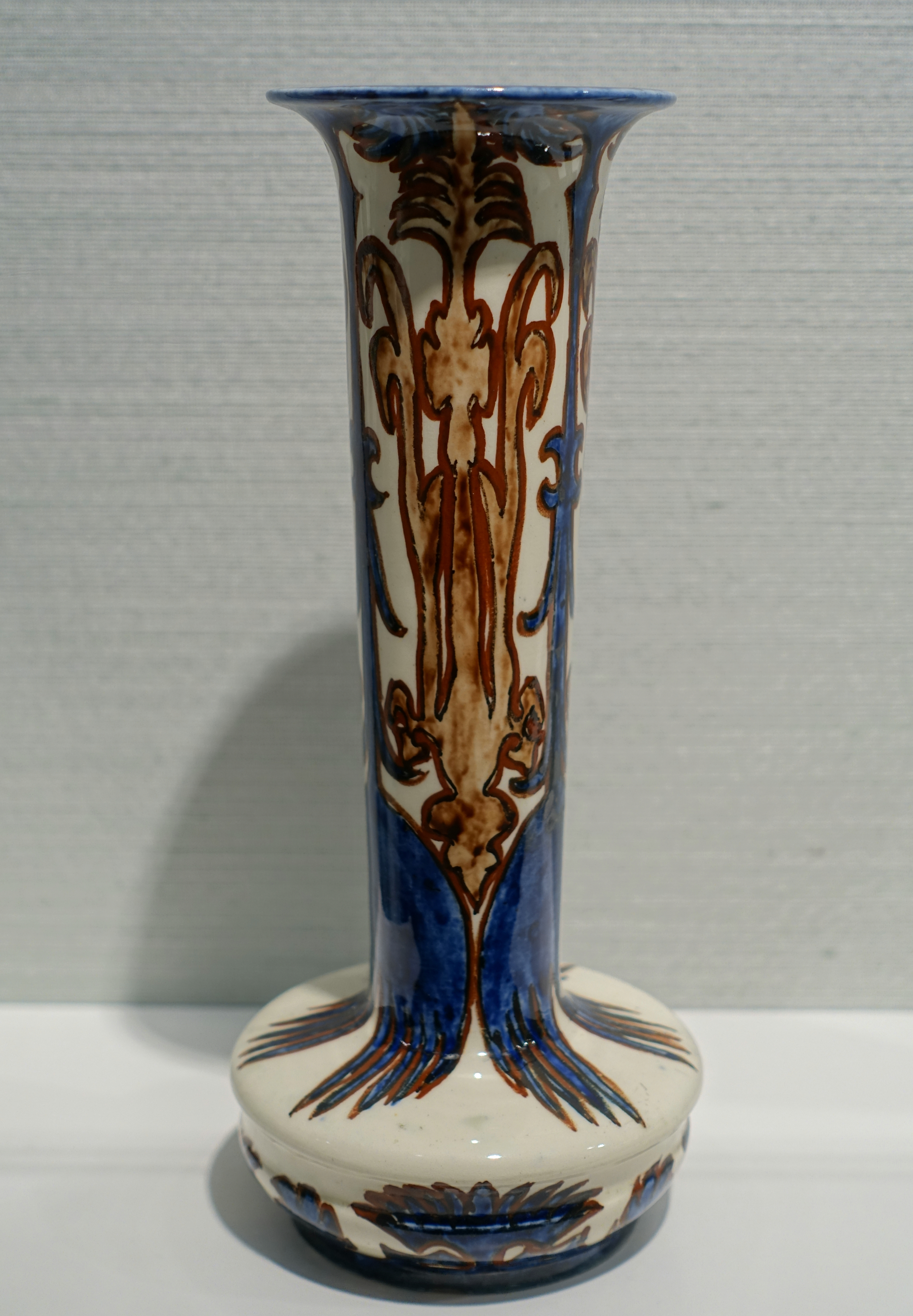
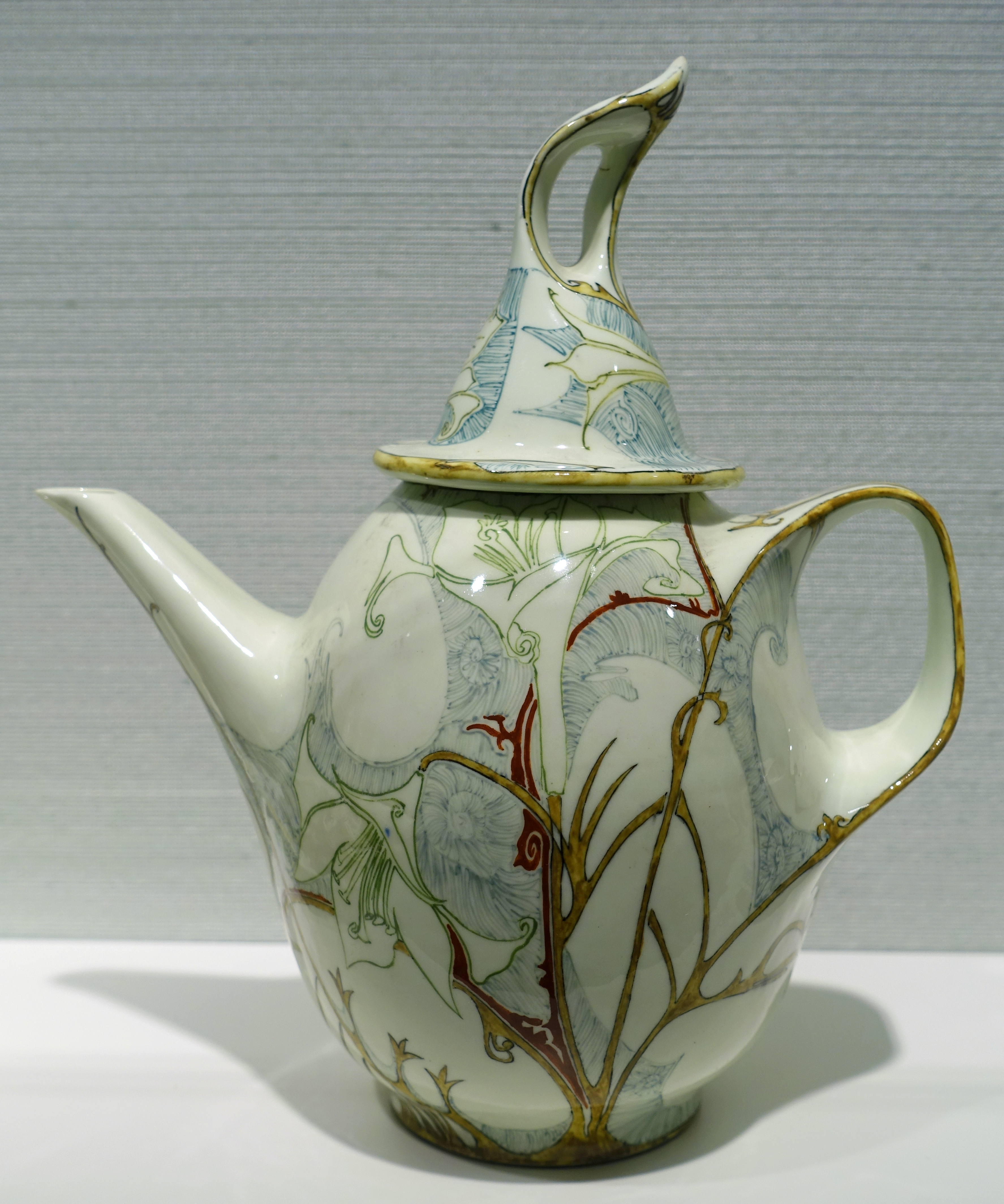